# Ospedale San Biagio (Domodossola)
L'ospedale San Biagio di Domodossola è uno dei principali ospedali della provincia del Verbano-Cusio-Ossola. Si trova nel Largo Caduti dei Lager Nazifascisti.

## Storia
Non si sa con certezza in che anno fu costruito. Il più antico testo che faccia riferimento all'ospedale risale al 1245, trovato nell'Isola di San Giulio. Il documento non è altro che il testamento di Lanfranco da Momo, defunto nell'Isola, che lasciò 20 soldi imperiali da dividere fra poveri, fra i residenti e fra il custode dell'Ospedale di Domodossola.
Un documento del 1295, conservato nell'archivio del Sacro Monte di Domodossola, attestava che furono lasciati al convento dei “Frati Minori” alcuni legati, fra i quali uno per la costruzione di una chiesa annessa all'Ospedale.
All'interno di questo è oggi presente una pergamena risalente all'11 agosto 1396.
Il 23 settembre 1910 accolse Geo Chavez, l'aviatore peruviano che per primo trasvolò il Sempione, schiantandosi al momento dell'impatto, morto però quattro giorni dopo il suo ricovero.

## Reparti
Questi sono i reparti presenti all'interno dell'ospedale:
- Cardiologia.
- Chirurgia generale.
- Chirurgia vascolare.
- Malattie infettive e tropicali.
- Medicina generale.
- Nefrologia.
- Neurologia.
- Oculistica.
- Ortopedia e traumatologia.
- Ostetricia e ginecologia.
- Otorinolaringoiatria.
- Pediatria.
- Psichiatria.
- Urologia.
- Terapia intensiva.
- Unità coronarica.
- Radiologia.
- Recupero e riabilitazione funzionale.
- Neonatologia.
- Oncologia.
- Pensionanti.